# 贝尔济约
贝尔济约（法語：Berzieux，法語發音：[bɛʁzjø]）是法国马恩省的一个市镇，位于该省东北部，属于香槟沙隆区。

## 地理
贝尔济约（49°9'53"N, 4°47'50"E）面积11.67 平方千米，位于法国大東部大區马恩省，该省份为法国东北部内陆省份，北起阿登省，西北接埃纳省，西南接塞纳-马恩省，南至奥布省，东南接上马恩省，东临默兹省。
与贝尔济约接壤的市镇（或旧市镇、城区）包括：马尔米、库尔泰蒙、塞尔翁-梅尔济库尔、维埃纳城、维尔日尼。

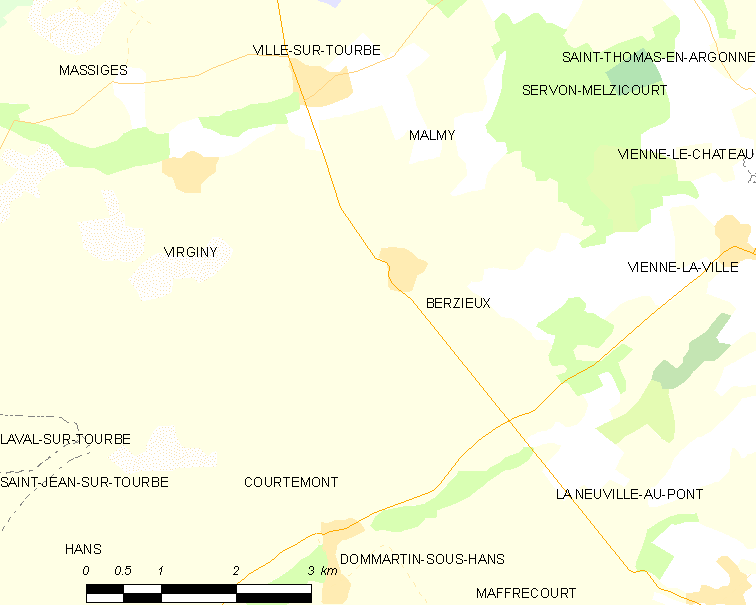
贝尔济约的OSM定位图

贝尔济约的时区为UTC+01:00、UTC+02:00（夏令时）。

## 行政
贝尔济约的邮政编码为51800，INSEE市镇编码为51053。

## 政治
贝尔济约所属的省级选区为阿戈讷-叙普-韦勒县。

## 人口

1962-2008年间贝尔济约人口变化图示

贝尔济约于2022年1月1日时的人口数量为71人。